# لیم هوا یونگ
لیم هوا یونگ (کره‌ای: 임화영؛ زادهٔ ۶ اکتبر ۱۹۸۴) بازیگر اهل کره جنوبی است.

## فیلم‌شناسی

### مجموعه تلویزیونی
| سال       | عنوان                                             | نقش                 | توضیحات               | منابع |
| --------- | ------------------------------------------------- | ------------------- | --------------------- | ----- |
| ۲۰۱۰      | قهوه‌خانه                                          |                     |                       |       |
| ۲۰۱۰      | امتحان الهی                                       | یو رانگ             | حضور افتخاری (قسمت ۴) |       |
| ۲۰۱۱      | دو دوست                                           | اون نیون            |                       |       |
| ۲۰۱۲      | سرنوشت                                            |                     |                       |       |
| ۲۰۱۴–۲۰۱۵ | ۴ جادوگر افسانه‌ای                                 | شیم بوک نیو (جوانی) |                       |       |
| ۲۰۱۵      | یونگ پال                                          | هان سونگ یی         |                       | [ ۲ ] |
| ۲۰۱۶      | سیگنال                                            | چا سو مین           |                       | [ ۲ ] |
| ۲۰۱۷      | مدیر خوب                                          | اوه گوانگ سوک       |                       | [ ۳ ] |
| ۲۰۱۷      | درام ویژه: تو نزدیک تر از اون هستی که فکرشو می‌کنم | لی سو یون           |                       |       |
| ۲۰۱۷–۲۰۱۸ | دفترچه زندان                                      | کیم جه هی           |                       | [ ۴ ] |
| ۲۰۱۸      | پیش‌طرح                                            | اوه یونگ شیم        |                       |       |
| ۲۰۱۹      | تله                                               | یون سو یونگ         |                       | [ ۵ ] |
| ۲۰۲۰      | Kkindae                                           | پارک کیو یونگ       |                       |       |
| ۲۰۲۰      | مرکز مراقبت پس از تولد                            | پارک یون جی         |                       | [ ۶ ] |
| ۲۰۲۲      | یک روز عالی                                       | چوی جونگ هه         |                       | [ ۷ ] |